# Один народ, один рейх, один фюрер

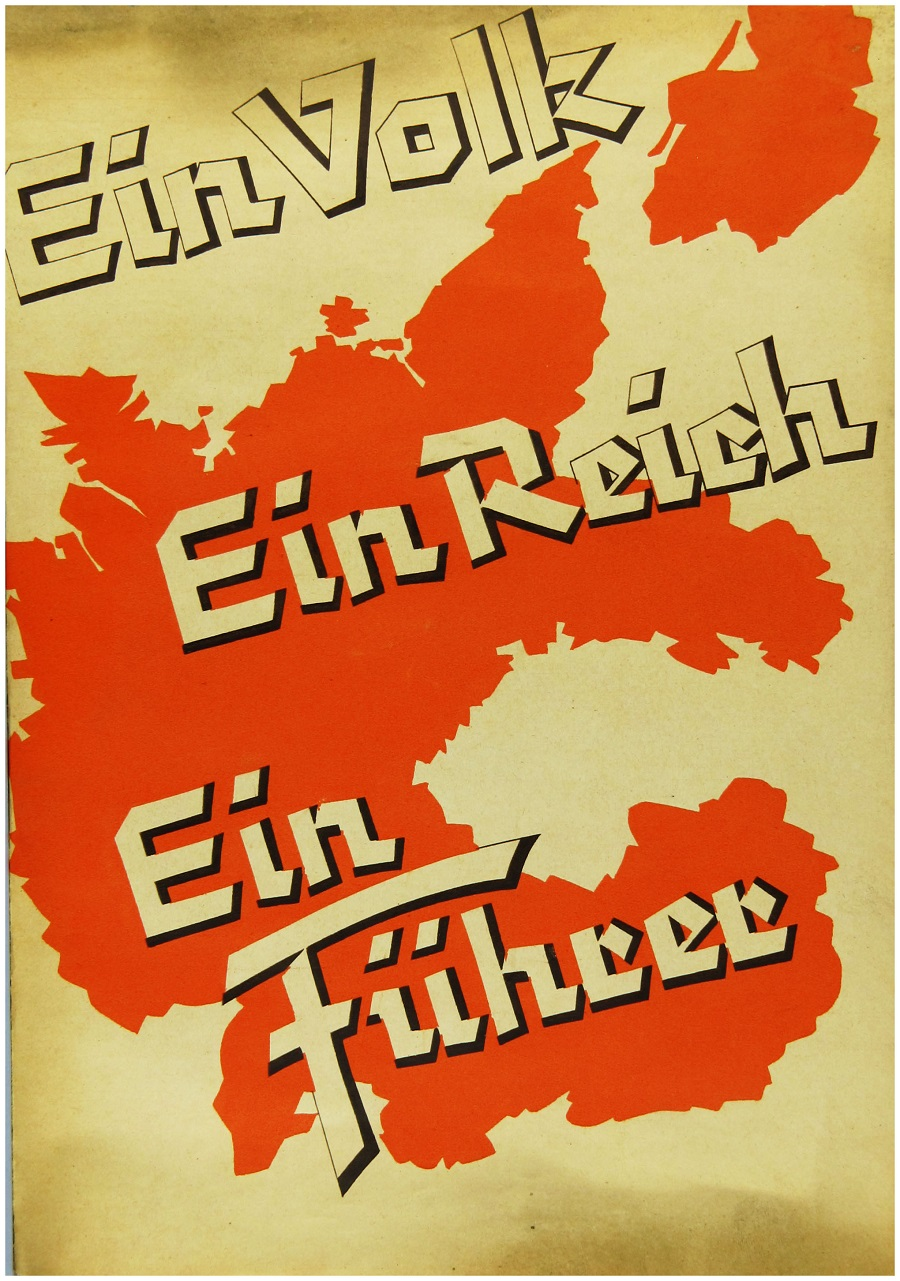
Ein Volk, ein Reich, ein Führer

«Один народ, один рейх, один фюрер» (нем. «Ein Volk, ein Reich, ein Führer», иногда переводится как «Один народ, одно государство, один вождь») — лозунг, девиз нацистской Германии, отражающий поставленную нацистами задачу сплочения немцев в единую «народную общность». Под этим агитационным лозунгом 10 апреля 1938 года проводился референдум в Австрии по аншлюсу с Германией, он регулярно появлялся на плакатах с портретом Гитлера.

## Происхождение
Лозунг имеет теологические корни (ср. «один Господь, одна вера, одно крещение» в Еф. 4:5). Немецкие христиане в конце 1930-х годов использовали лозунг «Один фюрер — один народ — один Бог — одна церковь — одно государство» (нем. Ein Führer – Ein Volk – Ein Gott – Eine Kirche – Ein Reich). Призыв устранял разделение народа и церкви, немецких католиков и протестантов.
Лозунг появился среди австрийских членов НСДАП, которые уже 29 июля 1936 года провели демонстрацию с призывом «Долой Шушнига! Один народ! Одна нация! Один фюрер!».

## Идея строительства национального государства
Дж. Бендерски отмечает, что лозунг, непрерывно упоминаемый в передачах и речах, часто появлявшийся на плакатах и в печати, наложил отпечаток на мышление немцев при Гитлере. Он отражал стремление нацистов создать монолитное государство, в котором партия и идеология проникали бы в самые далёкие его уголки. Практика оказалась далеко от этого идеала, поскольку, за исключением самого Гитлера, иерархия власти была нечёткой (отсутствовала «нацистская конституция»), что приводило к «бюрократическим войнам».
По мнению А. Кожева, высказанном в августе 1945 года в его записке для французских должностных лиц, «Латинская империя. Набросок французской внешней политики», лозунг был всего-навсего «плохим переводом» лозунга французской революции «Республика, единая и неделимая», обречённой с самого начала попыткой построения национального государства в эпоху, когда «„национальный“ этап Истории завершён».